# Paraamblyseius lunatus
Paraamblyseius lunatus är en spindeldjursart som beskrevs av Muma 1962. Paraamblyseius lunatus ingår i släktet Paraamblyseius och familjen Phytoseiidae. Inga underarter finns listade i Catalogue of Life.